# تاتسو کاوایی
تاتسو کاوایی (انگلیسی: Tatsuo Kawai؛ زادهٔ ۲ مهٔ ۱۹۷۳) کشتی‌گیر اهل ژاپن بود.